# Nehesi
Nehesi Aasehre ali krajše Nehesi je bil vladar Spodnjega Egipta v nemirnem drugem vmesnem obdobju Egipta. Večina egiptologov ga ima za drugega ali šestega faraona  Štirinajste dinastije. Domneva se, da je vladal zelo malo časa okoli leta  1705 pr. n. št. Iz Avarisa je vladal vzhodnemu delu Nilove delte. Nedavno zbrani dokazi kažejo, da je morda živela še ena oseba z imenom Nehesi. Slednji je bil sin hiškega kralja in živel malo kasneje v pozni Petnajsti dinastiji  okoli leta 1580 pr. n. št. Večina artefaktov, ki se pripisujejo kralju Nehesiju s Torinskega seznama kraljev, je morda  pripadala prav hiškemu princu.

## Družina
Egiptolog Kim Ryholt v svoji recenziji drugega vmesnega obdobja domneva, da je bil Nehesi sin in neposredni naslednik faraona Šešija in kraljice Tati. Egiptolog Darrell Baker, ki se strinja z njegovim mnenjem, domneva, da je bila Tati Nubijka ali nubijskega porekla, ker Henasijevo ime pomeni »Nubijec«. Štirinajsta dinastija je bila kanaanskega porekla, zato se za Nehesije domneva, da je bil tudi kanaanskega porekla.
Štirje skarabeji, od katerih je eden iz Semne v Nubiji, trije pa so neznanega izvora, kažejo, da je bil Nehesi nekaj časa očetov sovladar. Napis na enem od skarabejev ga omenja kot kraljevega sina, 22 pa kot najstarejšega kraljevega sina. Ryholt in  Baker zato sklepata, da je Nehesi postal naslednik prestola po smrti svojega starejšega brata, princa Ipkuja.
Manfred Bietak in  Jürgen von Beckerath sta prepričana, da je bil Nehesi drugi vladar Štirinajste dinastije. Bietak trdi tudi to, da je bil njegov oče egipčanski vojak ali uradnik, ki je ustanovil neodvisno kraljestvo v Nilovi delti na račun rivalske Trinajste dinastije.

## Dokazi
Nehesi je kljub temu, da je vladal samo približno eno leto, najbolje dokazan faraon iz Štirinajste dinastije. Po Ryholtovi zadnji razlagi  Torinskega seznama kraljev je Nehesi dokazan na prvem vnosu v 9. koloni seznama kot prvi vladar iz Štirinajste dinastije, katerega ime se je ohranilo na tem seznamu.
Dokazan je tudi na številnih artefaktih iz njegovega obdobja, največ na skarabejskih pečatih. Njegovo ime in napis »kraljev najstarejši sin« je na fragmentiranem obelisku iz Setovega templja v Raahu. Za sedeči kip, ki si ga je prilastil faraon Merenptah, velja, da je prvotno pripadal Nehesiju. Na njem je napis »Set, gospodar Avarisa«. Odkrit je bil v   Tell El Mukdamu.
Nehesi je dokazan na dveh fragmentih reliefa kralja, ki so ga izkopali v Tel El Dabi sredi 1980. let. Znani sta tudi dve steli iz Tel Habuve (starodavni Tjar): na eni je Nehesijevo rojstno ime, na drugi pa prestol kralja Aahsereja. Steli sta omogočili povezati ime Nehesi s prestolnim imenom Aahsere ˁ3-sḥ-Rˁ. Pred tem odkritjem se je Aahsere štel za hiškega kralja.
Leta 2005 so odkrili še eno Nehesijevo stelo v trdnjavi Tjar, ki je bila nekoč izhodišče Horove poti – glavne ceste, ki je vodila iz Egipta v Kanaan.  Na steli je prikazan kraljev sin Henesi, ki daruje oolje bogu Banebdžedetu. Na njej je tudi napis, ki omenja kraljevo sestro Tani. Ženska s tem imenom in naslovom je znana tudi iz drugih virov približno iz obdobja hiškega kralja Apofisa, ki je vladal na koncu drugega vmesnega obdobja okoli leta 1580 pr. n. št. Daphna Ben-Tor je s preučevanjem Nehesijevih skarabejev ugotovila, da se tisti, ki omenjajo kraljevega sina, slogovno razlikujejo od tistih, ki omenjajo kralja. Kraljev sin in kralj bi zato lahko bila različni osebi z enakim imenom. Če je to res, bi bil kralj Nehesi vladar v zgodnji Trinajsti dinastiji, čeprav nekateri dokazi kažejo, da bi lahko bil hiški princ.

## Vladanje
Avstrijski egiptolog Manfred Bietak začetek Nehesijeve Štirinajste dinastije umešča v pozno Trinajsto dinastijo ali tik po letu 1710 pr. n. št. Štirinajsta dinastija je nastala kot posledica počasnega razpadanja Trinajste dinastije. Po njenem razpadu do Ahmoza I. »noben posamezen vladar ni bil sposoben obvladovati celega Egipta«.
Ryholt je prepričan, da se je Štirinajsta dinastija začela stoletje pred Nehesijem, se pravi pod  Sobekneferujem okoli leta 1805 pr. n. št. Ker je bila Trinajsta dinastija neposredno nadaljevanje Dvanajste dinastije, Ryholt domneva, da se je Štirinajsta dinastija začela med Dvanajsto in Trinajsto dinastijo.
Nehesijevo ozemlje je verjetno obsegalo vzhodno delto Nila od Tel El Mukdama do Tel El Habua. Sliko zamegluje splošna praksa prilaščanja in prenarejanja starejših spomenikov. Ker so edini spomeniki, ki so jih odkrili na mestu, kjes so nekoč stali, samo tisti iz Tel El Habua in Tel El Daba, bi njegovo kraljestvo lahko bilo mnogo manjše.
Po Nehesijevi smrti je Štirinajsta dinastija s številnimi kratkoživimi kralji še naprej vladala v Nilovi delti do leta 1650 pr. n. št., ko so Nilovo delto osvojili Hiksi. Zdi se, da je Nehesi ostal dolgo znan tudi po smrti, saj je bilo po njem imenovanih več mest v vzhodni Nilovi delti. Mednje spadata na primer »Pinehsijeva (Nehesijeva) graščina« in »Pinehsijevo (Nehesijevo) azijsko mesto«.